# Mahomet
Mahomet is een plaats (village) in de Amerikaanse staat Illinois, en valt bestuurlijk gezien onder Champaign County.

## Demografie
Bij de volkstelling in 2000 werd het aantal inwoners vastgesteld op 4877. In 2006 is het aantal inwoners door het United States Census Bureau geschat op 5882, een stijging van 1005 (20,6%).

## Geografie
Volgens het United States Census Bureau beslaat de plaats een oppervlakte van 17,8 km², geheel bestaande uit land. Mahomet ligt op ongeveer 223 m boven zeeniveau.

## Plaatsen in de nabije omgeving
De onderstaande figuur toont nabijgelegen plaatsen in een straal van 16 km rond Mahomet.